# Le Chastang
Le Chastang  ist eine französische Gemeinde mit 348 Einwohnern (Stand 1. Januar 2022) im Département Corrèze in der Region Nouvelle-Aquitaine. Die Gemeinde ist Mitglied des Gemeindeverbandes Tulle Agglo. Die Einwohner nennen sich Chastandous.

## Geografie
Die Gemeinde liegt im Zentralmassiv, ungefähr 14 Kilometer südlich von Tulle, der Präfektur des Départements.

### Nachbargemeinden
Nachbargemeinden sind im Nordosten Sainte-Fortunade, im Südosten Saint Paul, im Süden Beynat, im Südwesten Palazinges, im Westen Aubazine und im Nordwesten Cornil.

## Gemeindewappen
Blasonierung: In Blau eine goldene rechte Hand und in Gold mit sechs roten Schrägbalken eine Vierung.

## Einwohnerentwicklung
| Jahr      | 1962 | 1968 | 1975 | 1982 | 1990 | 1999 | 2007 |
| Einwohner | 284  | 251  | 264  | 288  | 300  | 308  | 330  |